# روز جهانی زبان عربی
روز جهانی زبان عربی (عربی: الیوم العالمی للغة العربیة‎) هر سال در ۱۸ دسامبر گرامی داشته می‌شود. این رویداد در سال ۲۰۱۲ توسط یونسکو (UNESCO) بنیان‌گذاری شد تا «چندزبانگی و تنوع فرهنگی را گرامی بدارد و همچنین استفاده برابر از هر شش زبان‌های رسمی سازمان ملل متحد را در سازمان ملل متحد ترویج کند». تاریخ ۱۸ دسامبر برای زبان عربی انتخاب شد زیرا «در این روز در سال ۱۹۷۳، مجمع عمومی سازمان ملل عربی را به‌عنوان یکی از زبان‌های رسمی این سازمان تصویب کرد».